# Golf na Igrzyskach Azjatyckich 2018
Golf na Igrzyskach Azjatyckich 2018 – jedna z dyscyplin rozgrywana podczas igrzysk azjatyckich w Dżakarcie i Palembangu. Zawody odbyły w dniach 23 – 26 sierpnia w Pondok Indah Golf Course w stolicy Indonezji. Do rywalizacji w czterech konkurencjach przystąpiło 132 zawodników z 25 państw.

## Uczestnicy
W zawodach wzięło udział 132 zawodników z 25 państw.
| Reprezentacja                | Liczba zawodników |
| ---------------------------- | ----------------- |
| Bangladesz                   | 6                 |
| Bhutan                       | 1                 |
| Brunei                       | 2                 |
| Chiny                        | 7                 |
| Chińskie Tajpej              | 7                 |
| Filipiny                     | 7                 |
| Hongkong                     | 7                 |
| Indie                        | 7                 |
| Indonezja                    | 7                 |
| Japonia                      | 7                 |
| Katar                        | 4                 |
| Kazachstan                   | 7                 |
| Korea Południowa             | 7                 |
| Liban                        | 1                 |
| Makau                        | 6                 |
| Malezja                      | 7                 |
| Mongolia                     | 11                |
| Nepal                        | 4                 |
| Pakistan                     | 1                 |
| Singapur                     | 4                 |
| Sri Lanka                    | 3                 |
| Tajlandia                    | 7                 |
| Uzbekistan                   | 4                 |
| Wietnam                      | 6                 |
| Zjednoczone Emiraty Arabskie | 2                 |
| 25 reprezentacji             | 132               |

## Medaliści
| Konkurencja         | Złoto                                                                 | Srebro                                                          | Brąz                                                                            |           |
| Mężczyźni           | Mężczyźni                                                             | Mężczyźni                                                       | Mężczyźni                                                                       | Mężczyźni |
| ------------------- | --------------------------------------------------------------------- | --------------------------------------------------------------- | ------------------------------------------------------------------------------- | --------- |
| Zawody indywidualne | Keita Nakajima                                                        | Oh Seung-taek                                                   | Jin Cheng                                                                       | [ 3 ]     |
| Zawody drużynowe    | Japonia · Daiki Imano · Takumi Kanaya · Keita Nakajima · Ren Yonezawa | Chiny · Chen Yilong · Jin Cheng · Yuan Yechun · Zhang Huachuang | Korea Południowa · Choi Ho-young · Jang Seung-bo · Kim Dong-min · Oh Seung-taek | [ 4 ]     |
| Kobiety             |                                                                       |                                                                 |                                                                                 |           |
| Zawody indywidualne | Yuka Saso                                                             | Liu Wenbo                                                       | Bianca Pagdanganan                                                              | [ 5 ]     |
| Zawody drużynowe    | Filipiny · Lois Kaye Go · Bianca Pagdanganan · Yuka Saso              | Korea Południowa · Jeong Yun-ji · Lim Hee-jeong · Ryu Hae-ran   | Chiny · Du Mohan · Liu Wenbo · Yin Ruoning                                      | [ 6 ]     |

## Tabela medalowa
| Pozycja | Reprezentacja    | Złoto | Srebro | Brąz | Razem |
| ------- | ---------------- | ----- | ------ | ---- | ----- |
| 1.      | Filipiny         | 2     | 0      | 1    | 3     |
| 2.      | Japonia          | 2     | 0      | 0    | 2     |
| 3.      | Chiny            | 0     | 2      | 2    | 4     |
| 4.      | Korea Południowa | 0     | 2      | 1    | 3     |
| Razem   | Razem            | 4     | 4      | 4    | 12    |